# Андреево (Ивановская область)
Андреево — деревня в Ивановском районе Ивановской области России. Входит в состав Коляновского сельского поселения. Находится в пригородной зоне города Иваново.

## География
Находится на реке Страдинка, между деревнями Лебяжий Луг и Полуниха.

## История
Входит в Коляновское сельское поселение с момента образования 25 февраля 2005 года в соответствии с Законом Ивановской области № 40-ОЗ.

## Население
| 1859 | 1905 | 2010 |
| ---- | ---- | ---- |
| 91   | ↘58  | ↘26  |

### Национальный и гендерный состав
Согласно результатам переписи 2002 года, в национальной структуре населения русские составляли 100 % из 12 чел., из них по 6 мужчин и женщин.

## Инфраструктура
Личное подсобное хозяйство, к домам подведен наружный газопровод и электричество.

## Транспорт
Деревня доступна по просёлочным дорогам.